# Дублет (одяг)

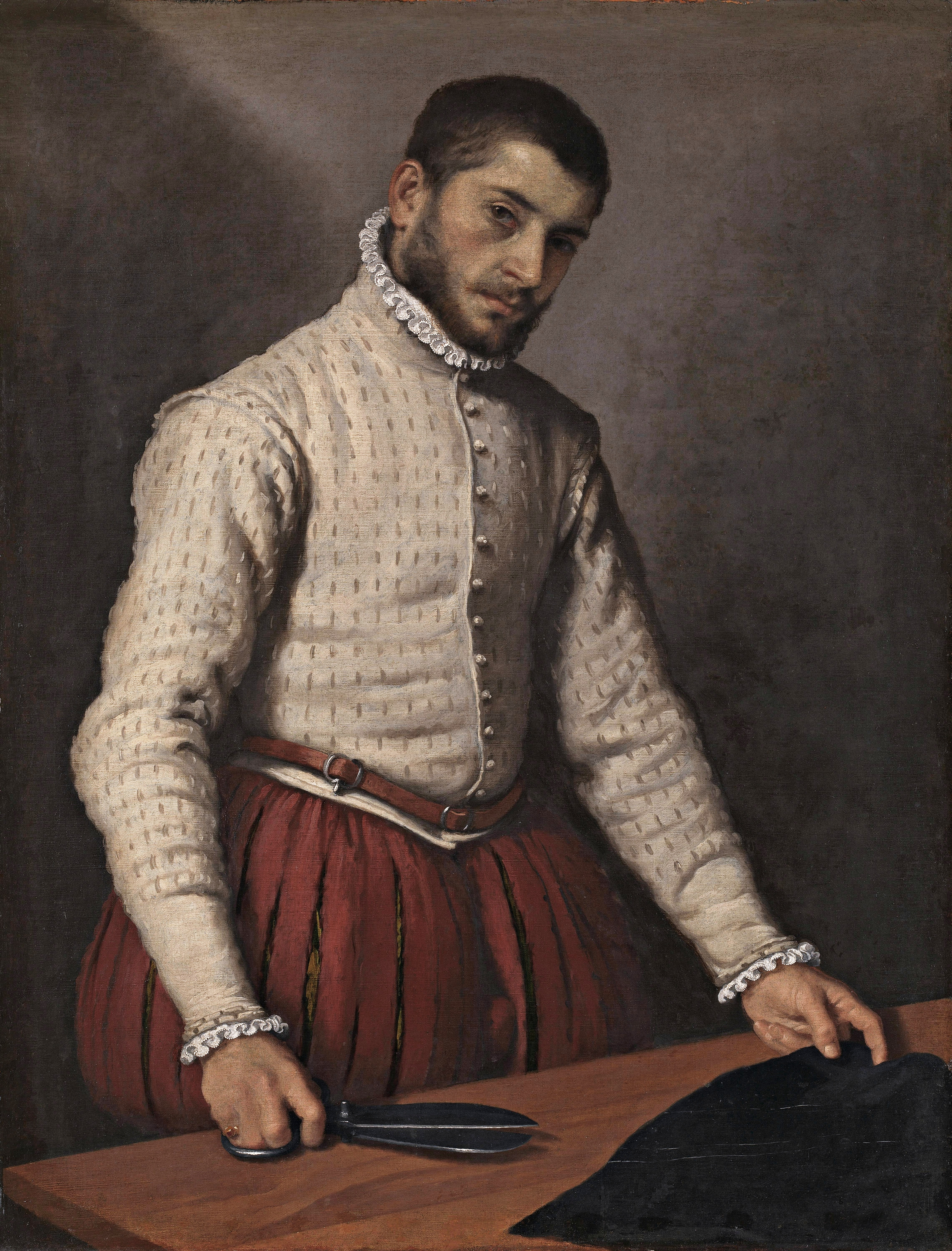
Джованні Баттіста Мороні «Кравець» (бл. 1565—1570). Лондонська національна галерея

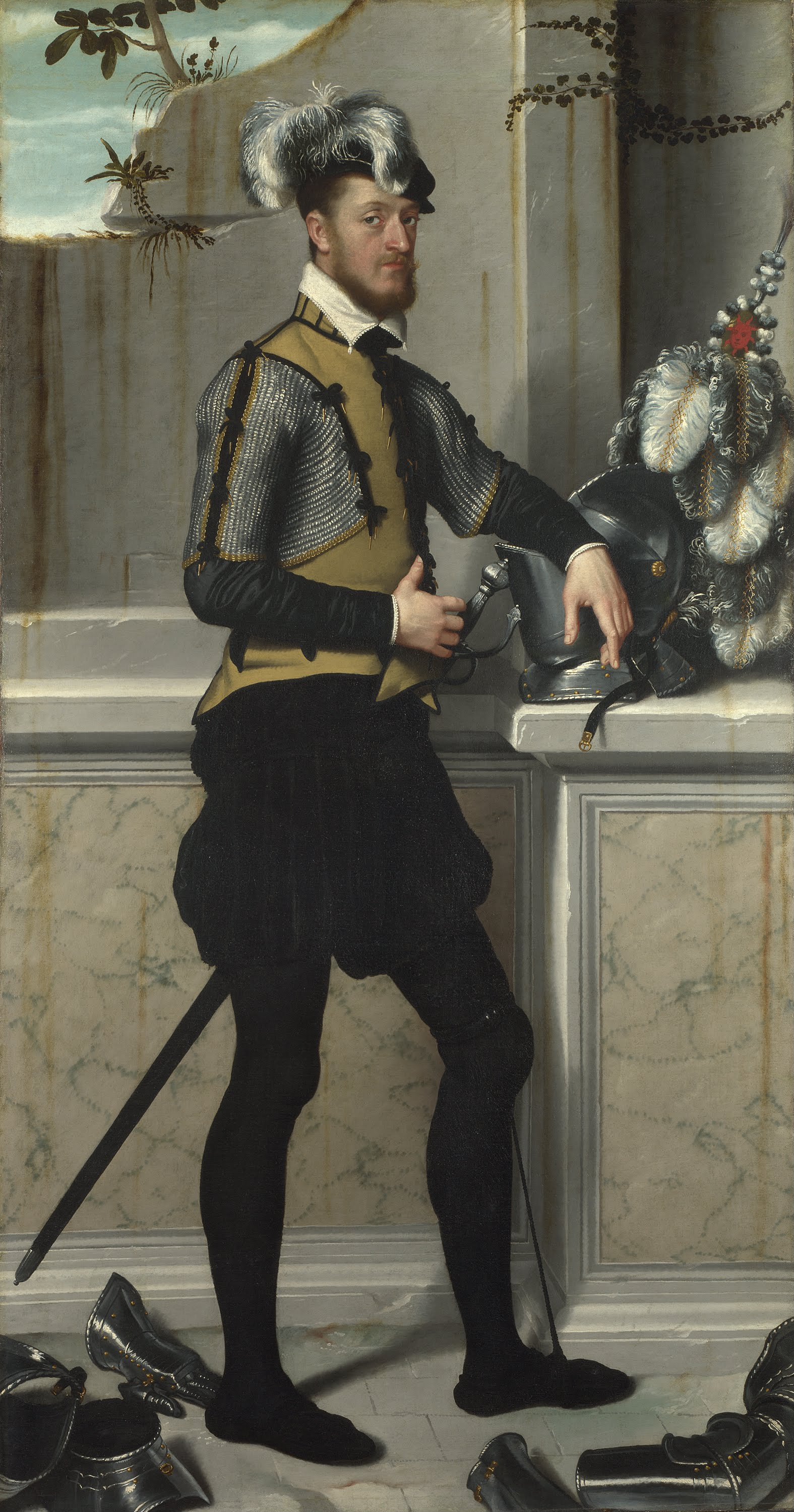
Джованні Баттіста Мороні «Лицар в шоломі» (бл. 1554—1558). Лондонська національна галерея. Дублет як підобладунок одягу, кольчужне полотно закріплено шнурками

Дублет (фр. doublet) — чоловічий верхній одяг, поширений в Західній Європі в період з 1330-х по 1660-1670-ті роки.
Це був перший зразок одягу, який щільно сидів на тілі. Перші дублети були до середини стегна, пізніше вони стали зменшуватися, і в моду увійшли зшивні чоловічі колготки (замість роздільним панчіх) і дублет з'єднувався з ними поруч зав'язок, доходячи нижче пахової западини.
Іноді виготовлявся з роздільними рукавами, які пришивались у районі плечей.
З XV століття з'являвся стоячий комірець.
Робився з вовни і лляної підкладки. Пізніше з'явилися варіації з пуфами на рукавах і виготовлялися комір та рукави з більш дорогих матеріалів, так як дублет був зазвичай прихований під верхнім одягом, наприклад, такий як упелянд.
Також (в XV—XVI століттях) використовувався як підобладунок або самостійний обладунок з нашитими шматочками кольчуги, металевими пластинами або товстою шкірою. Спочатку був просто шкіряною сорочкою, з часом перетворившись фактично в шкіряну куртку зі стьобаною підкладкою, нерідко обшиту зсередини льоном, а в дорогих варіантах — шовком, і стоячим коміром, що захищає шию. Згодом шкіра стала необов'язковою, а в XV столітті на нього стали нашивати шматочки кольчуги з метою захисту вразливих місць (пахви, внутрішню сторону ліктя) у латів (дублет з нашитою кольчугою важив істотно менше, ніж кольчуга + підобладунок).

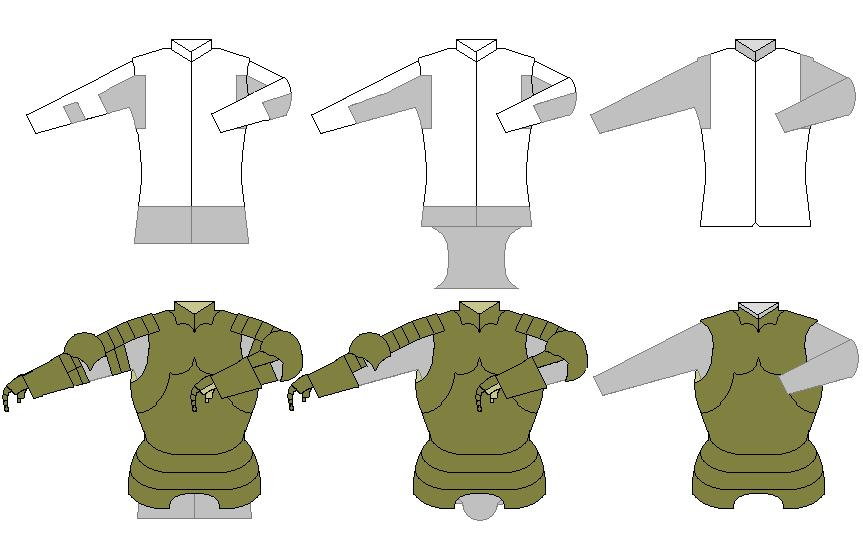
Варіанти виконання підобладункового дублета. Ділянки з нашитим кольчужним полотном виділені сірим кольором. Дублет в центрі має ззаду шматок кольчуги, який пропускався між ніг і фіксувався, захищаючи область паху.